# Ignacio Martínez Mendizábal
Ignacio Martínez Mendizábal (Madrid, 2 de septiembre de 1961) es un paleontólogo español.
Doctor en Biología y autor de numerosos artículos en las más prestigiosas revistas científicas del mundo, como Nature y Science, y de libros de ensayo y divulgación junto a Juan Luis Arsuaga; recibió en 1997, junto con el equipo del que forman ambos parte, el Premio Príncipe de Asturias por sus hallazgos sobre la evolución del hombre en el los yacimientos de Atapuerca.
Actualmente es catedrático del Área de Antropología Física en el Departamento de Ciencias de la Vida de la Universidad de Alcalá de Henares y Director de la Cátedra de Otoacústica Evolutiva y Paleoantropología de HM Hospitales y la Universidad de Alcalá. Habitual conferenciante en instituciones educativas y del sector sanitario, así como en el ámbito corporativo.

## Biografía
En 1979 comenzó la carrera de Biología en la Universidad Complutense de Madrid. Se licenció, en la especialidad de Zoología, en 1984. Empezó sus trabajos, como investigador de la evolución humana en 1983, en su último año de sus estudios de licenciatura. Cuando acabó la carrera hizo su servicio militar y preparó las oposiciones a profesor de secundaria en la especialidad de Ciencias Naturales. Desde 1986 hasta 2000 fue profesor de instituto: primero en San Fernando de Henares, dos años, después en Moratalaz, un año, y de ahí a Getafe, al IFP Alarnes. En este último centro tan solo estuvo tres meses, pues ese curso desdobló el instituto y nació el IES Satafi. Colaboró en la transformación de este Centro de Formación Profesional a Instituto de Enseñanza Secundaria.
Durante ese tiempo continuaba con sus investigaciones y publicó junto con Juan Luis Arsuaga su primer artículo científico en 1985. En el verano de 1984 empezó a participar en las excavaciones de Atapuerca, con el equipo que inició las prospecciones en la Sima de los Huesos, y desde entonces es miembro fundamental del equipo de Atapuerca. Se doctoró en biología (especialidad de zoología) en 1995 y actualmente es catedrático de Antropología Física de la Universidad de Alcalá de Henares.
Ha participado en más de cien publicaciones científicas en el campo de la evolución humana y ha publicado artículos en prensa generalista y en revistas de divulgación científica. 
Habitual conferenciante en instituciones educativas y del sector sanitario, así como en el ámbito corporativo.  Sus conferencias tienen como eje principal la evolución humana, adaptación, resiliencia, innovación, comportamiento organizacional.  Construye su discurso desde la experiencia e investigación, lo que le otorga sólida conexión con el público ante cualquier aforo.  Ha impartido conferencias en más de doscientas empresas e instituciones de España, Europa y América Latina.  En el ámbito académico destacar especialmente sus intervenciones en la Universidad de Harvard, la Universidad de Buenos Aires y la Universidad Internacional de París.
Es el segundo de cuatro hermanos. Se casó en 1990 y tiene dos hijos.

## Premios
- Premio Extraordinario de Doctorado de la Facultad de Ciencias Biológicas del año 1995

- Premio Príncipe de Asturias de Investigación Científica y Técnica del año 1997 (al equipo investigador)

## Publicaciones
Libros:
- Arsuaga, J. L. y Martínez, I. La especie elegida (1998) ISBN 84-7880-909-0
- Martínez, I. y Arsuaga, J. L. (2002) Amalur del átomo a la mente ISBN 84-8460-191-9
- Arsuaga, J. L. y Martínez, I. (2004) Atapuerca y la evolución humana ISBN 84-89860-56-4
- Martínez, I. (2012) El primate que quería volar. Espasa. 252 págs. ISBN 978-84-670-0287-4

Artículos:
- ARSUAGA, J.L., MARTÍNEZ, I., GRACIA, A., CARRETERO, J.M. & CARBONELL, E. (1993). «Three new human skulls from the Sima de los Huesos Middle Pleistocene site in Sierra de Atapuerca», Spain. Nature 362, 534-537.
- ARSUAGA, J.L., MARTÍNEZ, I., GRACIA, A., CARRETERO, J.M., LORENZO, C., GARCÍA, N. & ORTEGA, A.I. (1997). «Sima de los Huesos (Sierra de Atapuerca, Spain). The site». Journal of Human Evolution 33, 109-127.
- BERMÚDEZ DE CASTRO, J.M., ARSUAGA, J.L., CARBONELL, E., ROSAS, A., MARTÍNEZ, I. & MOSQUERA, M. (1997). «A hominid from the Lower Pleistocene of Atapuerca, Spain: possible ancestor to Neandertals and modern humans». Science 276, 1392-1395.
- ARSUAGA, J.L., CARRETERO, J.M., LORENZO, C., GRACIA, A., MARTÍNEZ, I., BERMÚDEZ DE CASTRO, J.M. & CARBONELL, E. (1997). «Size variation in Middle Pleistocene humans». Science 277, 1086-1088.
- ARSUAGA, J.L., LORENZO, C., CARRETERO, J.M., GRACIA, A., MARTÍNEZ, I., GARCÍA, N., BERMÚDEZ DE CASTRO, J.M. & CARBONELL, E. (1999). «A complete human pelvis from the Middle Pleistocene of Spain». Nature 399, 255-258